# Präsidium Technik, Logistik, Service der Polizei

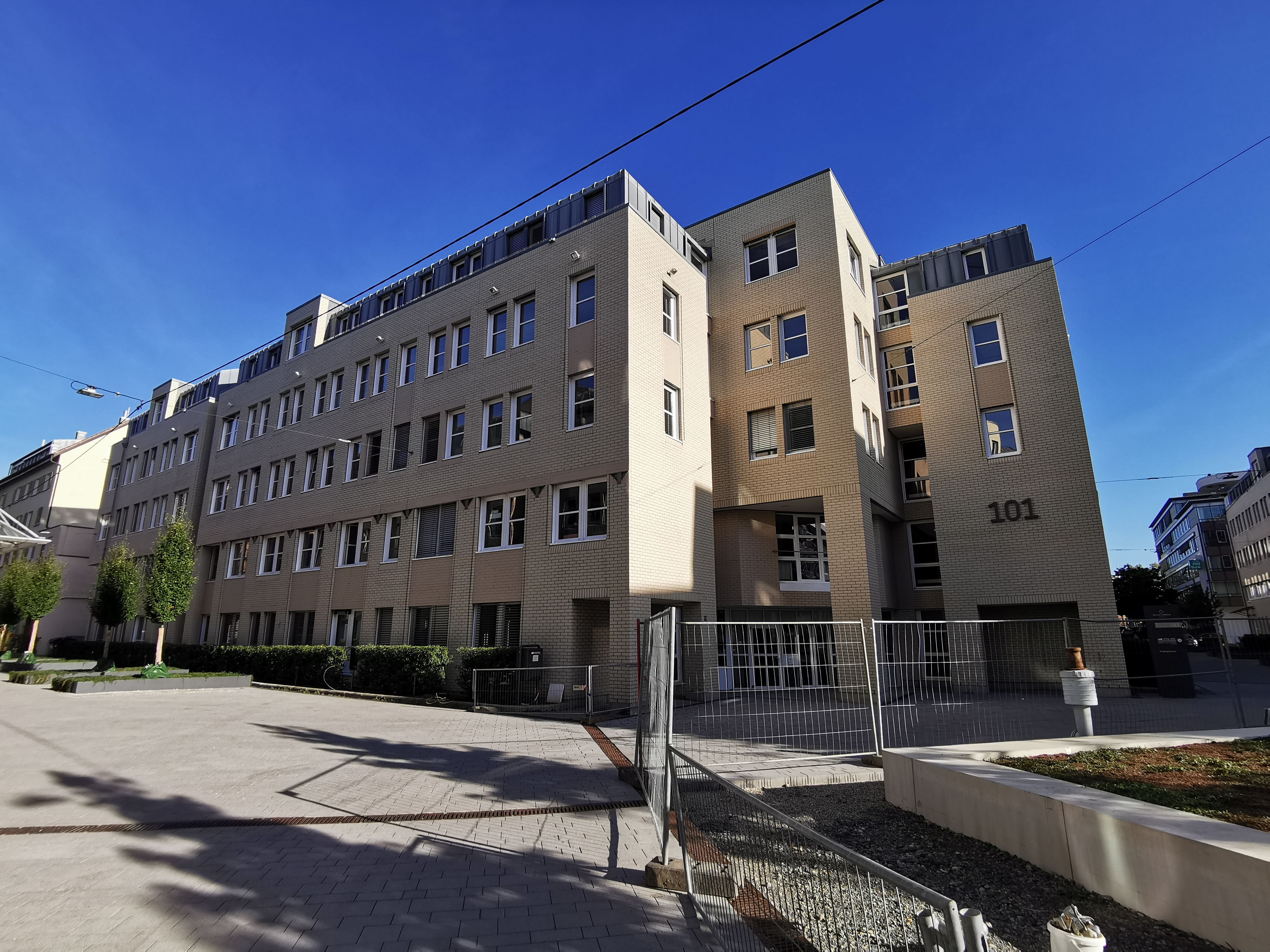
Hauptgebäude in Stuttgart

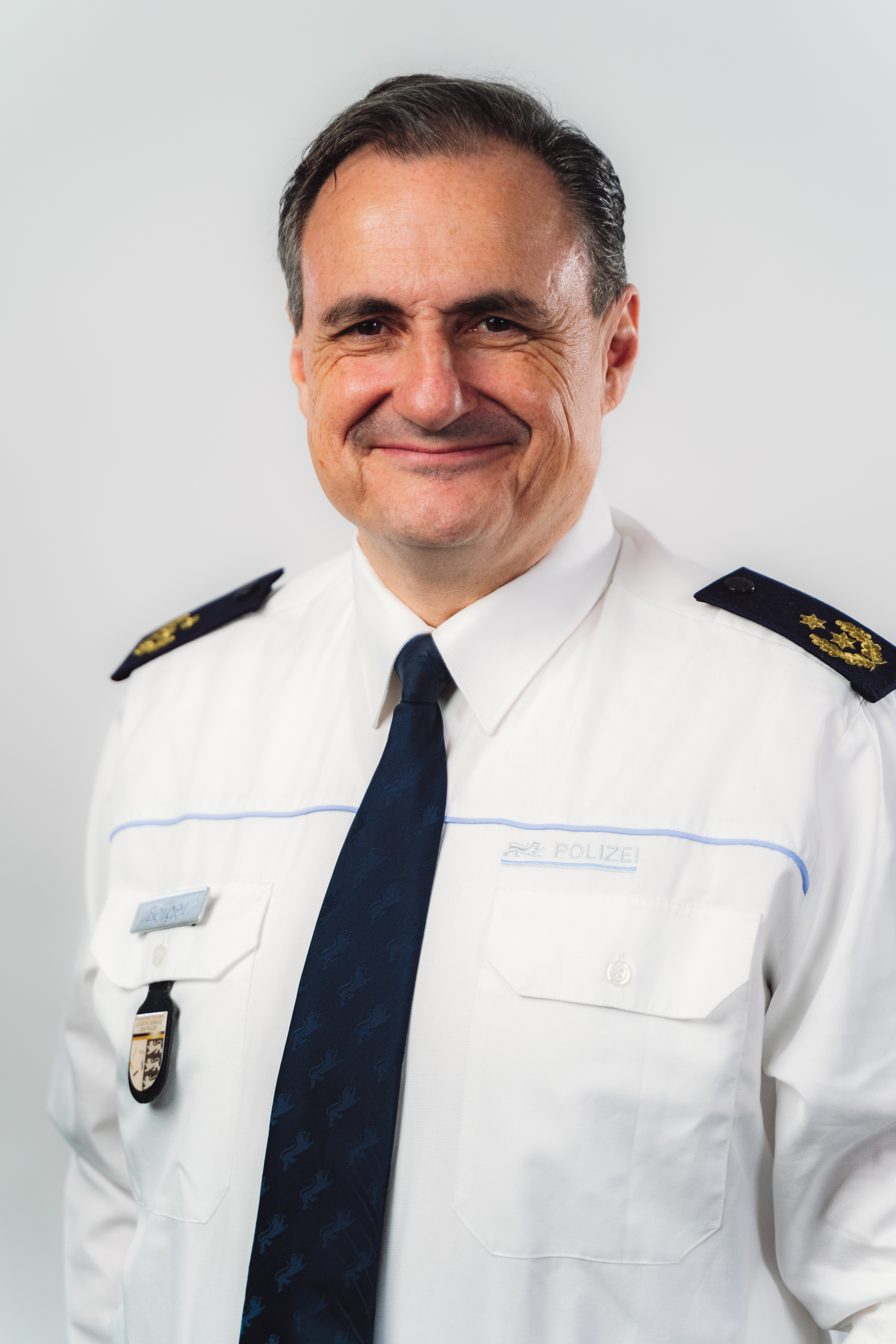
Thomas Berger, Präsident Präsidium Technik, Logistik, Service der Polizei

Das Präsidium Technik, Logistik, Service der Polizei (PTLS Pol) mit Hauptsitz in Stuttgart ist seit dem 1. Januar 2014 der zentrale Dienstleister der Polizei Baden-Württemberg. Die Verantwortungsbereiche sind Verwaltungsaufgaben, Informations-, Kommunikations- und Einsatztechnik, der Polizeiärztliche Dienst sowie das Landespolizeiorchester Baden-Württemberg.

## Organisation
Das PTLS Pol gliedert sich neben dem Leitungsbereich in fünf Abteilungen. Der Leitungsbereich besteht aus dem Polizeipräsidenten, dem Präsidialstab mit dem Landespolizeiorchester und den Stabsstellen Informationssicherheit und Zentrale Zeitwirtschaft. Ein weiterer wichtiger Baustein des PTLS Pol ist die Projektarbeit in unterschiedlichsten Projektgruppen. Das Präsidium hat eine Personalstärke von ca. 330 Polizeibeamten sowie ca. 520 im Nichtvollzug.

### Abteilung 1 – Zentrale Dienste
- Abteilungskoordination
- Referat 11 – Recht, Datenschutz und Vergabestelle
- Referat 12 – Finanzen und Wirtschaftsverwaltung
- Referat 13 – Immobilienmanagement
- Referat 14 – Personal, Organisation und Aus- und Fortbildung

Die Abteilung Zentrale Dienste nimmt Serviceaufgaben für die gesamte Polizei Baden-Württemberg und das Präsidium selbst wahr. Einen Schwerpunkt bildet die Vergabestelle der Polizei. Zu den Aufgaben zählen zudem die Bewirtschaftung aller polizeilichen Investitionsmittel, die liegenschaftliche Betreuung der Standorte des Präsidiums sowie die Personalverwaltung einschließlich der Aus- und Fortbildung.

### Abteilung 2 – Informationstechnik
- Abteilungskoordination
- Referat 21 – Zentrale IT-Steuerung
- Referat 22 – Service und Support
- Referat 23 – Basis- und Standardanwendung
- Referat 24 – Polizeiliche Fachanwendungen

Die Abteilung Informationstechnik trägt die technische Verantwortung für die IT-Anwendungen der Polizei, legt deren Standards fest und gewährleistet die technische Umsetzung fachlicher Anforderungen, die Planung sowie die Steuerung des Bedarfs. Darüber hinaus ist sie zusammen mit dem BITBW für das Netz der Polizei verantwortlich, leistet kompetente Anwenderunterstützung und koordiniert Kooperationen mit anderen Bundesländern.

### Abteilung 3 – Kommunikationstechnik
- Abteilungskoordination
- Referat 31 – Funktechnik / KSDBW
- Referat 32 – Funkbetrieb / ASDBW
- Referat 33 – Leitstellen / Telekommunikation

Die Zuständigkeit der Abteilung Kommunikationstechnik umfasst den Digitalfunk, die Leitstellentechnik sowie weitere Gebiete der Kommunikationstechnik, wie zum Beispiel Telefonanlagen und Bildübertragung. Für diese Bereiche übernimmt sie die Abstimmung und Beschaffung benötigter Gerätschaften und Services, die (rund-um-die Uhr) Sicherstellung des Betriebs (Digitalfunk und Leitstellen) sowie die landes- und bundesweite Gremienarbeit.

### Abteilung 4 – Einsatztechnik
- Abteilungskoordination
- Referat 41 – Fuhrpark
- Referat 42 – Waffen, Geräte, Schutzausrüstung und Spezialtechnik
- Referat 43 – Regionale Technikstandorte
  - Göppingen
  - Hechingen
  - Karlsruhe / Mannheim (Boote)
  - Stuttgart
  - Umkirch

Die Abteilung Einsatztechnik ist für die Bedarfserhebung, die strategische Planung und die Beschaffung der Führungs- und Einsatzmittel für die Polizei BW (Fahrzeuge, Funk, technisches Gerät, Waffen,…) sowie für die Gewährleistung der Funktionsfähigkeit dieser Einsatzmittel zuständig. Dazu sind die regionalen Technikstandorte (Werkstätten) in Baden-Württemberg verteilt.

### Abteilung 5 – Polizeiärztlicher Dienst, Sanitätsdienst und Arbeitssicherheit
- Abteilungskoordination
- Polizeiärztlicher Dienst
  - Biberach (Ausbildungsstandort der Hochschule für Polizei)[2]
  - Böblingen (Ausbildungsstandort der Hochschule für Polizei)[2]
  - Karlsruhe / Mannheim (Standort des Präsidium Einsatz)
  - Lahr  (Ausbildungsstandort der Hochschule für Polizei)[2]
  - Stuttgart (Hauptstandort des PTLS Pol)

Der Polizeiärztliche Dienst ist zuständig für die medizinischen Belange aller Polizeibeschäftigten. Das können z. B. Auswahluntersuchungen für Bewerber, kurative Versorgung der Auszubildenden, Amtsarztuntersuchungen, Heil- und Rehabilitationsverfahren, Fragen zur Heilfürsorge oder die Betriebsmedizin sein. Weiter übernimmt der polizeiärztliche Dienst bei Einsätzen und polizeilichen Großveranstaltungen die sanitätsdienstliche Versorgung der Einsatzkräfte. Grundsatzfragen zur Arbeitssicherheit werden von der Leitenden Fachkraft für Arbeitssicherheit bearbeitet.

### Landespolizeiorchester Baden-Württemberg
Das Landespolizeiorchester Baden-Württemberg, ist Teil der polizeilichen Öffentlichkeitsarbeit und musikalischer Botschafter der Polizei. Das Berufsorchester tritt in der klassischen Besetzung mit Blech- und Holzbläsern und einer Schlagzeuggruppe auf. Möglich sind jedoch auch Ensembles oder Kooperationen mit vielen verschiedenen Einzelmusikern oder Musikgruppen. Die Stilrichtungen sind mit klassischer Musik, symphonischer Blasmusik, Swing und Jazz über Rock, Pop und traditioneller Blasmusik sehr vielfältig und variabel.